# Pseudinodes
Pseudinodes là một chi bướm đêm thuộc họ Noctuidae.